# フェルナン・ラマーズ
フェルナン・ラマーズ（Fernand Lamaze、1891年 - 1957年）はラマーズ法（英語: The Lamaze Technique）と呼ばれる無痛分娩法を開拓したフランスの産婦人科医師である。